# لولبية أسطوانية
لولبية أسطوانية (الاسم العلمي:Spirogyra cylindrica) هي نوع من طحالب خضراء تتبع جنس اللولبية من الفصيلة الزيغنيمية.